# Micrografx

Logo Micrografxu

Micrografx – przedsiębiorstwo informatyczne z siedzibą w Richardson, Teksas. Założone w 1982 r. przez braci Paula i George’a Graysonów, które specjalizowało się w oprogramowaniu graficznych – jego czołowymi produktami były ABC FlowCharter (Micrografx FlowCharter), Micrografx Designer, Picture Publisher i Charisma oraz pierwszy spolonizowany pakiet do schematów blokowych SnapGrafx. Wśród użytkowników domowych dość popularny był też Windows Draw.
Micrografx wsławił się tym, że przygotował pierwszy program graficzny dla komputerów PC – PC Draw i pierwszy komercyjny program dla Windows In A* Vision dostępny już przed premierą Windows.
Twórca programu Micrografx Designer Lyle Griffin jest zaliczany do tzw. 7 pionierów Windows.
Przez pewien czas Micrografx brał udział w pracach rozwojowych systemu OS/2, a niektóre uproszczone wersję jego programów były wbudowane w to środowisko. Dla użytkowników OS/2 Micrografx przygotował też specjalną aplikację Mirrors pozwalającą na przetłumaczenie programów Windows na OS/2.
Na początku lat 90. przedsiębiorstwo eksperymentowało z rynkiem masowym. Z tego czasu pochodzą takie programy jak Photomagic, Crayola Art Studio, Crayola Creative Adventures, American Greetings Creata Card i Hallmark Card Studio. Wtedy też powstała grupa oprogramowania do grafiki 3D z czołowym przedstawicielem Simply 3D.
W 2001 r. przedsiębiorstwo połączyło się z Corel Corporation. Pod marką Corel kontynuowany jest Corel Designer, natomiast pod marką produktów biznesowych iGrafx produkowane są narzędzia będące linią rozwojową programów FlowCharter i Optima!.